# Richard Valentine Pitchford
Richard Valentine Pitchford (Swansea, Gales, 24 de noviembre de 1895 - Gardiner, Nueva York, 13 de noviembre de 1973) fue un mago e ilusionista conocido con el nombre de Cardini, cuya carrera abarcó casi medio siglo. Nacido en Reino Unido, trabajó principalmente en Estados Unidos.

## Biografía
Richard Valentine Pitchford nació en The Mumbles, un barrio de la ciudad galesa de Swansea, el 24 de noviembre de 1895. Algunas fuentes utilizan el año incorrecto de 1899.
Se alistó en el ejército británico durante la Primera Guerra Mundial, donde pasó el tiempo en las trincheras practicando magia con cartas. Uno de los resultados de sus muchas horas de práctica al aire libre en climas gélidos fue que desarrolló la habilidad de realizar manipulaciones con cartas llevando guantes. Tras resultar herido en combate, continuó perfeccionando sus habilidades mágicas en el hospital, convencido de que la práctica de la prestidigitación le ayudaría a recuperarse.
Tras un intento infructuoso de establecerse como mago de variedades británico, viajó a Australia, donde actuó inicialmente como Val Raymond antes de adoptar el nombre artístico de Cardini. Su nuevo nombre promocionaba su dominio de la manipulación de cartas y rendía homenaje al mago más famoso de la época, Houdini. Cardini vestía esmoquin, capa, sombrero de copa y guantes blancos, y se anunciaba como «The Suave Deceiver».
Cardini actuó posteriormente en Canadá y luego entró en Estados Unidos procedente desde la Columbia Británica. Mientras recorría Estados Unidos, conoció a Swan Walker en Chicago, con la que contrajo matrimonio en 1927 y se convirtió en su ayudante de por vida. En Nueva York, Cardini se convirtió en un éxito casi inmediato, ya que el público (y los magos) nunca habían visto un número semejante. Cardini realzaba su actuación incorporando sus trucos de magia a un sketch. Los juegos de manos, los gestos y la aparición y desaparición de objetos se sincronizaban con precisión al ritmo de la música.
Actuó en The Palace, Radio City Music Hall, Copacabana y otros destacados clubes nocturnos neoyorquinos, así como en el London Palladium de Londres. En 1933, actuó en el Royal Variety Performance para el Rey Jorge V y la Reina María de Teck. Trabajó con los Hermanos Marx y Jack Benny, además de actuar para Al Capone y los presidentes Franklin D. Roosevelt y Harry S. Truman.
En 1945 se convirtió en presidente del Gremio de Magos de América (Magicians Guild of America), tras la muerte de Theodore Hardeen. En 1957, a la edad de 62 años, apareció en uno de los pocos programas de magia que se emitían por televisión en aquella época, Festival of Magic.
Cardini era un gran fumador, padecía úlceras pépticas y murió de una afección estomacal en noviembre de 1973 en Gardiner, Nueva York.

## Legado
El documental de 2012 Deceptive Practice: The Mysteries and Mentors of Ricky Jay incluye imágenes de archivo y comentarios sobre la carrera de Cardini.
El 13 de noviembre de 2013, 40 años después de su muerte, Cardini fue reconocido por su sobrino nieto y también mago, Randy Pitchford. Pitchford financió el desarrollo de una exposición museística en honor a Cardini, ubicada en The Magic Castle de Hollywood, California. La exposición se encuentra en el Inner Circle del Magic Castle, donde antes estaba la exposición de Houdini. La exposición muestra algunos de los objetos más importantes de los números y espectáculos de Cardini.

## Premios
Entre sus muchas aclamaciones, la New England Magic Society expresó en 1958 que Cardini fue «el mayor exponente de prestidigitación pura que el mundo haya conocido». En 1970 recibió el título de "Mago Maestro" en el The Magic Castle de Los Ángeles, entregado por Tony Curtis. En 1999 fue nombrado por la revista Magic Magazine uno de los mejores magos del siglo XX. Fue presidente de la Sociedad Estadounidense de Magos de 1941 a 1942. En 1960, el Círculo Mágico de Londres le concedió el premio Varita de Plata.